# Gloucester (Massachusetts)
Gloucester es una ciudad ubicada en el condado de Essex en el estado estadounidense de Massachusetts. En el censo de 2010 tenía una población de 28.789 habitantes y una densidad poblacional de 267,83 personas por km².Gloucester es un centro de pesca industrial y un destino vacacional. El lema de la ciudad es "El Puerto Mas Antiguo de Estados Unidos".

## Geografía
Gloucester se encuentra ubicada en las coordenadas 42°37′00″N 70°40′00″O / 42.61667, -70.66667. Según la Oficina del Censo de los Estados Unidos, Gloucester tiene una superficie total de 107,49 km², de la cual 67,85 km² corresponden a tierra firme y (36,88%) 39,64 km² es agua.

## Demografía
Según el censo de 2010, había 28.789 personas residiendo en Gloucester. La densidad de población era de 267,83 hab./km². De los 28.789 habitantes, Gloucester estaba compuesto por el 95,69% blancos, el 0,83% eran afroamericanos, el 0,14% eran amerindios, el 0,9% eran asiáticos, el 0.09% eran isleños del Pacífico, el 1,05% eran de otras razas y el 1,31% pertenecían a dos o más razas. Del total de la población el 2,73% eran hispanos o latinos de cualquier raza.